# Mariska Hulscher

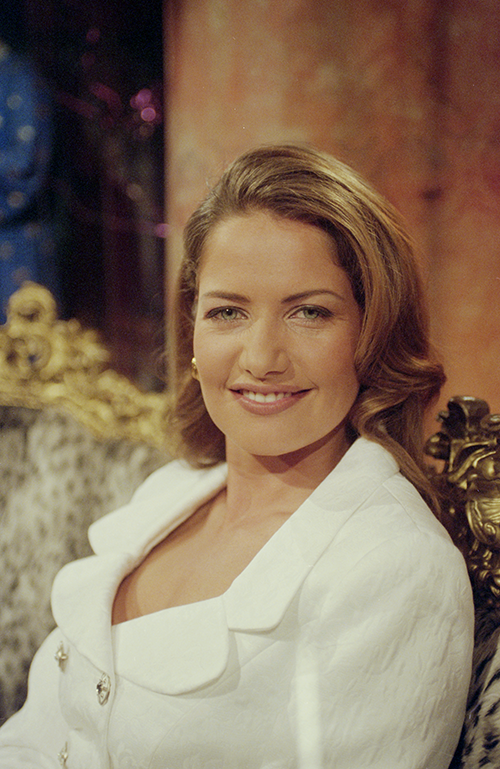
Mariska Hulscher in 1996

Mariska Hulscher, eigenlijke naam Anna Margaretha (Mariska) van der Klis (Delft, 8 maart 1964), is een Nederlandse presentatrice voor onder meer de NCRV, RTL 7 en RTL 4. Tegenwoordig is zij ook werkzaam als coach en is gespecialiseerd in relatie- en scheidingscoaching. Haar eerste coachingsboek "Ja, ik wil!" verscheen in mei 2009 bij Uitgeverij Forum. Naast haar werk als relatiecoach en scheidingscoach schrijft Hulscher ook columns voor diverse bladen.

## Opleiding en loopbaan
Na het behalen van haar vwo-diploma studeerde Hulscher rechten aan de Universiteit Leiden (doctoraalexamen 1989). Tijdens haar studietijd was zij lid van de Leidse Studenten Vereniging Minerva. Na haar studie ging Hulscher werken als manager sales en marketing. Ook was ze een tijdlang hoofd- en eindredacteur van diverse consumentenbladen.
Ze werd als mogelijk tv-talent ontdekt door toenmalig RTL 5-programmadirecteur Fons van Westerloo. Hulscher presenteerde vervolgens programma's voor RTL 4 en RTL 5, stapte over naar Veronica en kwam in 1998 bij de NCRV terecht. In 2002 ging ze weer terug naar RTL 4. Zij presenteerde daar van 2002 tot 2006 het modeprogramma 'LookingGood' en in 2006 'Met Grenzeloze Ambitie' voor RTLZ. Sinds 2009 is Hulscher een van de presentatoren van "Bedrijf in Beeld" op RTL 7. In 2012 presenteert ze "Het Familieportret" op RTL 4.
Hulscher is inmiddels zelfstandig relatiecoach in Baarn en publiceerde in mei 2009 haar eerste coachingsboek "Ja, ik wil!". Privé doet ze aan sportduiken. Deze hobby bracht zij één keer in de praktijk voor een televisieprogramma door in een watertank met haaien te duiken.

## Privéleven
Van 1993 tot 2002 was ze getrouwd met Bert Hulscher, onder wiens achternaam ze bekendstaat. Ze kregen samen twee dochters. Na een relatie met een projectontwikkelaar trouwde ze op 2 juni 2006 opnieuw, deze keer met regisseur Ary Schouwenaar in Frankrijk, maar dit huwelijk hield slechts twee maanden stand.

## Programma's
- Lijn 5 (1994, RTL 5)
- Het Staatslot op Locatie (1994, RTL 4)
- 't Is Me Ook Wat Moois (1995, RTL 5)
- Mariska (1995-1996, Veronica)
- De BankGiroLoterijRace (1996-1997, Veronica)
- Veronica Goes Latin (1996, Veronica)
- Rechtbank deze Week (1997, RTL 5)
- Gestrand (1998-1999, NCRV)
- Police, camera, action (1998, NCRV)
- Ja, Natuurlijk - Vogelparadijzen (1998, NCRV)
- Hoera, een Kind!? (1999-2000, NCRV)
- De Jury (1999-2000, NCRV)
- Galaprogramma 75 Jaar NCRV (1999, NCRV)
- Wat zegt de Wet? (2001, NCRV)
- Stop de tijd (2001, NCRV)
- De Mooiste Plek van Nederland (2001-2002, NCRV)
- Looking Good (2002-2006, RTL 4)
- De Ideale Man (2004, Yorin)
- Met Grenzeloze Ambitie (2006, RTL 7)
- Bedrijf in Beeld (2009-heden, RTL 7)
- Het Familieportret (2012-heden, RTL 4)

- International Standard Name Identifier: 0000 0003 6887 652X
- MusicBrainz: 0b2672ca-09a2-47f7-81cc-a33eb8c38f6e
- Nederlandse Thesaurus van Auteursnamen: 318807661
- Virtual International Authority File: 291420001
- WorldCat: E39PBJmXGGbP9qhyWdbkBBvfv3